# Сьєнфуегос (футбольний клуб)
Футбольний клуб «Сьєнфуегос» (ісп. Fútbol Club Cienfuegos) — кубинський футбольний клуб із міста Сьєнфуегос. Клуб був заснований у 1978 році, та проводить домашні матчі на стадіоні «Естадіо Луїс Перес Лосано» місткістю 4 тисячі глядачів. Клуб грає в Національному чемпіонаті з футболу, найвищому дивізіоні кубинського футболу. Клуб є одним із найсильніших у кубинському футболі, та 5 разів перемагав у чемпіонаті країни.

## Титули і досягнення
- Чемпіон Куби (5): 1985, 1990, 2008, 2009, 2023